# Liste des monuments historiques de Narbonne
Ce tableau présente la liste de tous les monuments historiques classés ou inscrits dans la ville de Narbonne, Aude, en France.

## Liste
| Monument                                       | Adresse                                                                                | Coordonnées                      | Notice         | Protection           | Date           | Illustration                                   |
| ---------------------------------------------- | -------------------------------------------------------------------------------------- | -------------------------------- | -------------- | -------------------- | -------------- | ---------------------------------------------- |
| Abbaye Sainte-Marie de Fontfroide              |                                                                                        | 43° 07′ 39″ nord, 2° 53′ 54″ est | « PA00102787 » | Inscrit Classé       | 1988 2001      | Abbaye Sainte-Marie de Fontfroide              |
| Amphithéâtre antique                           | Lieu dit "La Rouquette" (en 1965), Quartier des Arènes (aujourd'hui), Rue Paul Thiers. | 43° 11′ 03″ nord, 3° 00′ 53″ est | « PA00102788 » | Inscrit              | 1953           | Amphithéâtre antique                           |
| Cathédrale Saint-Just-et-Saint-Pasteur         |                                                                                        | 43° 11′ 05″ nord, 3° 00′ 13″ est | « PA00102790 » | Classé               | 1840 1914 1937 | Cathédrale Saint-Just-et-Saint-Pasteur         |
| Chapelle des Carmes de Narbonne                | 62-64 rue Georges-Clemenceau                                                           | 43° 12′ 56″ nord, 2° 21′ 09″ est | « PA11000047 » | Inscrit              | 2014           | Chapelle des Carmes de Narbonne                |
| Chapelle de la Madeleine                       |                                                                                        | 43° 11′ 03″ nord, 3° 00′ 14″ est | « PA00102789 » | Classé               | 1840 1937      | Chapelle de la Madeleine                       |
| Chapelle des Pénitents blancs                  | Rue de Belfort                                                                         | 43° 10′ 53″ nord, 3° 00′ 10″ est | « PA00102791 » | Classé               | 1911 1986      | Chapelle des Pénitents blancs                  |
| Chapelle des Pénitents bleus                   | Rue Gustave Fabre                                                                      | 43° 11′ 07″ nord, 3° 00′ 10″ est | « PA00102792 » | Inscrit              | 1956           | Chapelle des Pénitents bleus                   |
| Cimetière de Saint-Loup                        | Chemin du Pont de l'Avenir                                                             | 43° 10′ 46″ nord, 3° 00′ 57″ est | « PA00102793 » | Classé Inscrit       | 1949           | Cimetière de Saint-Loup                        |
| Collège Beauséjour                             | 15 rue Michelet                                                                        | 43° 11′ 08″ nord, 3° 00′ 22″ est | « PA00102794 » | Inscrit              | 1947           | Image manquante Téléverser                     |
| Collège de jeunes filles                       | 3 rue Bonnel                                                                           | 43° 11′ 07″ nord, 3° 00′ 19″ est | « PA00102795 » | Inscrit              | 1946           | Image manquante Téléverser                     |
| Couvent des Carmélites                         | Rue Michelet                                                                           | 43° 11′ 10″ nord, 3° 00′ 25″ est | « PA00102796 » | Inscrit              | 1946           | Couvent des Carmélites                         |
| Couvent des Frères du Saint-Esprit             | 8 rue Rabelais                                                                         | 43° 10′ 58″ nord, 3° 00′ 03″ est | « PA00102797 » | Inscrit              | 1946           | Image manquante Téléverser                     |
| Église des Carmes de Narbonne                  | 8 rue Voltaire et 6 rue David                                                          | 43° 11′ 03″ nord, 3° 00′ 01″ est | « PA11000046 » | Inscrit              | 2014           | Image manquante Téléverser                     |
| Église et couvent des Cordeliers               | Impasse des Cordeliers                                                                 | 43° 11′ 12″ nord, 3° 00′ 28″ est | « PA00102799 » | Inscrit              | 1947           | Église et couvent des Cordeliers               |
| Église des Jacobins                            | Place des Jacobins                                                                     | 43° 10′ 54″ nord, 3° 00′ 17″ est | « PA00102801 » | Inscrit              | 1946           | Église des Jacobins                            |
| Église de la Major                             | 14 impasse Jussieu                                                                     | 43° 11′ 02″ nord, 3° 00′ 21″ est | « PA00102803 » | Inscrit              | 1946           | Église de la Major                             |
| Église Notre-Dame des Olieux                   | Domaine des Monges Route de Gruissan                                                   | 43° 08′ 57″ nord, 3° 03′ 18″ est | « PA00102800 » | Inscrit              | 1951           | Église Notre-Dame des Olieux                   |
| Église Saint-Paul                              |                                                                                        | 43° 10′ 54″ nord, 2° 59′ 58″ est | « PA00102805 » | Classé               | 1862           | Église Saint-Paul                              |
| Église Saint-Sébastien                         |                                                                                        | 43° 11′ 10″ nord, 3° 00′ 25″ est | « PA00102806 » | Classé               | 1913           | Église Saint-Sébastien                         |
| Port La Nautique                               | Rue des Nautiquards                                                                    | 43° 08′ 39″ nord, 3° 00′ 13″ est | « PA00102807 » | Classé Classé Classé | 1971 2011 2011 | Image manquante Téléverser                     |
| Hôpital Chapelle                               | Rue de l'Hôtel-Dieu                                                                    | 43° 10′ 53″ nord, 3° 00′ 00″ est | « PA00102808 » | Classé               | 1984           | HôpitalChapelle                                |
| Hôpital de la Charité                          | 4bis quai Dillon                                                                       | 43° 11′ 03″ nord, 3° 00′ 03″ est | « PA00102809 » | Inscrit              | 2007           | Hôpital de la Charité                          |
| Horreum                                        |                                                                                        | 43° 11′ 08″ nord, 3° 00′ 17″ est | « PA00102798 » | Classé               | 1960 1961      | Horreum                                        |
| Hôtel de l'Archidiacre                         | 3 rue Rouget-de-Lisle                                                                  | 43° 11′ 07″ nord, 3° 00′ 16″ est | « PA00102834 » | Classé               | 2001           | Hôtel de l'Archidiacre                         |
| Hôtel Benavent                                 | 7 rue Louis-Blanc                                                                      | 43° 11′ 03″ nord, 3° 00′ 20″ est | « PA00102810 » | Inscrit              | 1984           | Hôtel Benavent                                 |
| Hôtel de la Brigade                            | 12 rue Louis-Blanc                                                                     | 43° 11′ 04″ nord, 3° 00′ 21″ est | « PA00102811 » | Inscrit              | 1976           | Hôtel de la Brigade                            |
| Immeuble                                       | 9 rue Kléber                                                                           | 43° 11′ 01″ nord, 3° 00′ 02″ est | « PA00102812 » | Inscrit              | 2009           | Immeuble                                       |
| Immeuble                                       | 3 rue de Lamourguier                                                                   | 43° 10′ 53″ nord, 3° 00′ 13″ est | « PA00102813 » | Inscrit              | 1946           | Image manquante Téléverser                     |
| Maison                                         | 6 rue Armand-Gauthier                                                                  | 43° 11′ 06″ nord, 3° 00′ 17″ est | « PA00102822 » | Inscrit              | 1946           | Maison                                         |
| Maison                                         | 1 rue Auber                                                                            | 43° 11′ 01″ nord, 3° 00′ 24″ est | « PA00102814 » | Inscrit              | 1946           | Maison                                         |
| Maison                                         | 6 rue Cassaignol                                                                       | 43° 10′ 56″ nord, 3° 00′ 08″ est | « PA00102815 » | Inscrit              | 1946           | Maison                                         |
| Maison                                         | 7 rue Charras                                                                          | 43° 11′ 05″ nord, 3° 00′ 25″ est | « PA00102816 » | Inscrit              | 1947           | Maison                                         |
| Maison                                         | 12 rue Charles Cros                                                                    | 43° 10′ 58″ nord, 3° 00′ 23″ est | « PA00102817 » | Inscrit              | 1946           | Maison                                         |
| Maison                                         | 9, 11 rue Hoche                                                                        | 43° 10′ 55″ nord, 3° 00′ 04″ est | « PA00102823 » | Inscrit              | 1946           | Maison                                         |
| Maison                                         | 16 rue Hoche                                                                           | 43° 10′ 54″ nord, 3° 00′ 03″ est | « PA00102824 » | Inscrit              | 1946           | Maison                                         |
| Maison                                         | 4 place Jules-Nadi                                                                     | 43° 10′ 54″ nord, 3° 00′ 03″ est | « PA00102825 » | Inscrit              | 1946           | Maison                                         |
| Maison                                         | 11 rue Louis-Blanc                                                                     | 43° 11′ 03″ nord, 3° 00′ 21″ est | « PA11000042 » | Classé               | 1952           | Maison                                         |
| Maison                                         | 18 rue Louis-Blanc                                                                     | 43° 11′ 05″ nord, 3° 00′ 22″ est | « PA00102826 » | Inscrit              | 1947           | Maison                                         |
| Maison                                         | 8 rue du Luxembourg                                                                    | 43° 10′ 54″ nord, 3° 00′ 08″ est | « PA00102827 » | Inscrit              | 1934           | Maison                                         |
| Maison                                         | 7 rue Marceau                                                                          | 43° 10′ 56″ nord, 3° 00′ 07″ est | « PA00102828 » | Inscrit              | 1946           | Maison                                         |
| Maison                                         | 16 avenue du Maréchal-Foch                                                             | 43° 11′ 12″ nord, 3° 00′ 21″ est | « PA00102831 » | Inscrit              | 1946           | Maison                                         |
| Maison des Inquants                            | 1bis place Albert Thomas Rue Berlioz                                                   | 43° 10′ 58″ nord, 3° 00′ 09″ est | « PA00102832 » | Inscrit              | 1946           | Maison des Inquants                            |
| Maison                                         | 16 rue Rouget-de-Lisle                                                                 | 43° 11′ 09″ nord, 3° 00′ 18″ est | « PA00102835 » | Inscrit              | 1946           | Maison                                         |
| Maison                                         | 17 rue Rouget-de-Lisle                                                                 | 43° 11′ 11″ nord, 3° 00′ 18″ est | « PA00102836 » | Inscrit              | 1946           | Maison                                         |
| Maison                                         | 8 rue Viollet-le-Duc                                                                   | 43° 11′ 05″ nord, 3° 00′ 19″ est | « PA00102837 » | Inscrit              | 1946           | Maison                                         |
| Maison de l'Aumône                             | 67 rue Droite                                                                          | 43° 11′ 08″ nord, 3° 00′ 19″ est | « PA00102819 » | Inscrit              | 1946           | Maison de l'Aumône                             |
| Maison Consulaire                              | 1, 3, 5, 7 rue Benjamin-Crémieux                                                       | 43° 10′ 57″ nord, 3° 00′ 11″ est | « PA11000044 » | Inscrit              | 2013           | Maison Consulaire                              |
| Maison de la Mothe                             | 63 rue Droite                                                                          | 43° 11′ 08″ nord, 3° 00′ 18″ est | « PA00102818 » | Inscrit              | 1946           | Maison de la Mothe                             |
| Maison romane de Narbonne                      | 75 rue Droite                                                                          | 43° 11′ 09″ nord, 3° 00′ 20″ est | « PA00102821 » | Inscrit              | 1934           | Maison romane de Narbonne                      |
| Maison romane                                  | 20 rue Marceau                                                                         | 43° 10′ 57″ nord, 3° 00′ 04″ est | « PA00102830 » | Inscrit              | 1934           | Maison romane                                  |
| Maison des Trois Nourrices                     | 13 rue Edgar-Quinet rue des Trois-Nourrices                                            | 43° 10′ 53″ nord, 3° 00′ 04″ est | « PA00135719 » | Classé               | 1913           | Maison des Trois Nourrices                     |
| Monument commémoratif d'Ernest Ferroul         | Boulevard Frédéric-Mistral                                                             | 43° 11′ 10″ nord, 3° 00′ 05″ est | « PA11000038 » | Inscrit              | 2007           | Image manquante Téléverser                     |
| Notre-Dame de Lamourguier                      |                                                                                        | 43° 10′ 52″ nord, 3° 00′ 15″ est | « PA00102802 » | Classé               | 1900           | Notre-Dame de Lamourguier                      |
| Oppidum de Montlaurès                          |                                                                                        | 43° 13′ 09″ nord, 2° 59′ 02″ est | « PA00102838 » | Classé               | 1937           | Oppidum de Montlaurès                          |
| Palais des archevêques                         |                                                                                        | 43° 11′ 03″ nord, 3° 00′ 13″ est | « PA00102789 » | Classé               | 1840 1937      | Palais des archevêques                         |
| Palais des Sports, des Arts et du Travail      | Boulevard Frédéric-Mistral                                                             | 43° 11′ 12″ nord, 3° 00′ 06″ est | « PA11000023 » | Inscrit              | 2002           | Palais des Sports, des Arts et du Travail      |
| Puits                                          | 1 quai Dillon                                                                          | 43° 11′ 03″ nord, 3° 00′ 03″ est | « PA00102839 » | Inscrit              | 1946           | Image manquante Téléverser                     |
| Puits                                          | 21 rue Rabelais                                                                        | 43° 10′ 55″ nord, 3° 00′ 02″ est | « PA00102840 » | Inscrit              | 1946           | Image manquante Téléverser                     |
| Remparts                                       | 7 boulevard du Docteur Lacroix                                                         | 43° 10′ 49″ nord, 3° 00′ 08″ est | « PA00102841 » | Inscrit              | 1946           | Remparts                                       |
| Sous-préfecture                                | 1 place de Verdun                                                                      | 43° 11′ 00″ nord, 3° 00′ 24″ est | « PA11000024 » | Inscrit              | 2003           | Sous-préfecture                                |
| Tourelle d'angle                               | 73 rue Droite                                                                          | 43° 11′ 09″ nord, 3° 00′ 20″ est | « PA00102820 » | Inscrit              | 1934           | Tourelle d'angle                               |
| Vestiges archéologiques du Clos de la Lombarde | 28 et 28bis rue de Chanzy                                                              | 43° 11′ 24″ nord, 3° 00′ 37″ est | « PA11000039 » | Classé               | 2007           | Vestiges archéologiques du Clos de la Lombarde |
| Vestiges gallo-romains                         | 28 et 28bis rue de Chanzy                                                              | 43° 11′ 24″ nord, 3° 00′ 37″ est | « PA00102842 » | Inscrit              | 1978           | Vestiges gallo-romains                         |
| Vestiges du vivier antique du lac des Capelles | Rue de la Pinède                                                                       | 43° 08′ 38″ nord, 2° 59′ 55″ est | « PA11000043 » | Classé               | 2013           | Image manquante Téléverser                     |

## Anciens monuments historiques
| Monument | Commune  | Adresse           | Coordonnées                      | Notice         | Protection                                        | Date | Illustration               |
| -------- | -------- | ----------------- | -------------------------------- | -------------- | ------------------------------------------------- | ---- | -------------------------- |
| Maison   | Narbonne | 12 rue Marceau    | 43° 10′ 57″ nord, 3° 00′ 05″ est | « PA00102829 » | Inscription abrogée par arrêté du 30 janvier 2012 | 1946 | Image manquante Téléverser |
| Maison   | Narbonne | 16 rue Parmentier | 43° 11′ 00″ nord, 3° 00′ 03″ est | « PA00102833 » | Inscription abrogée par arrêté du 30 janvier 2012 | 1946 | Image manquante Téléverser |